# Baarburg

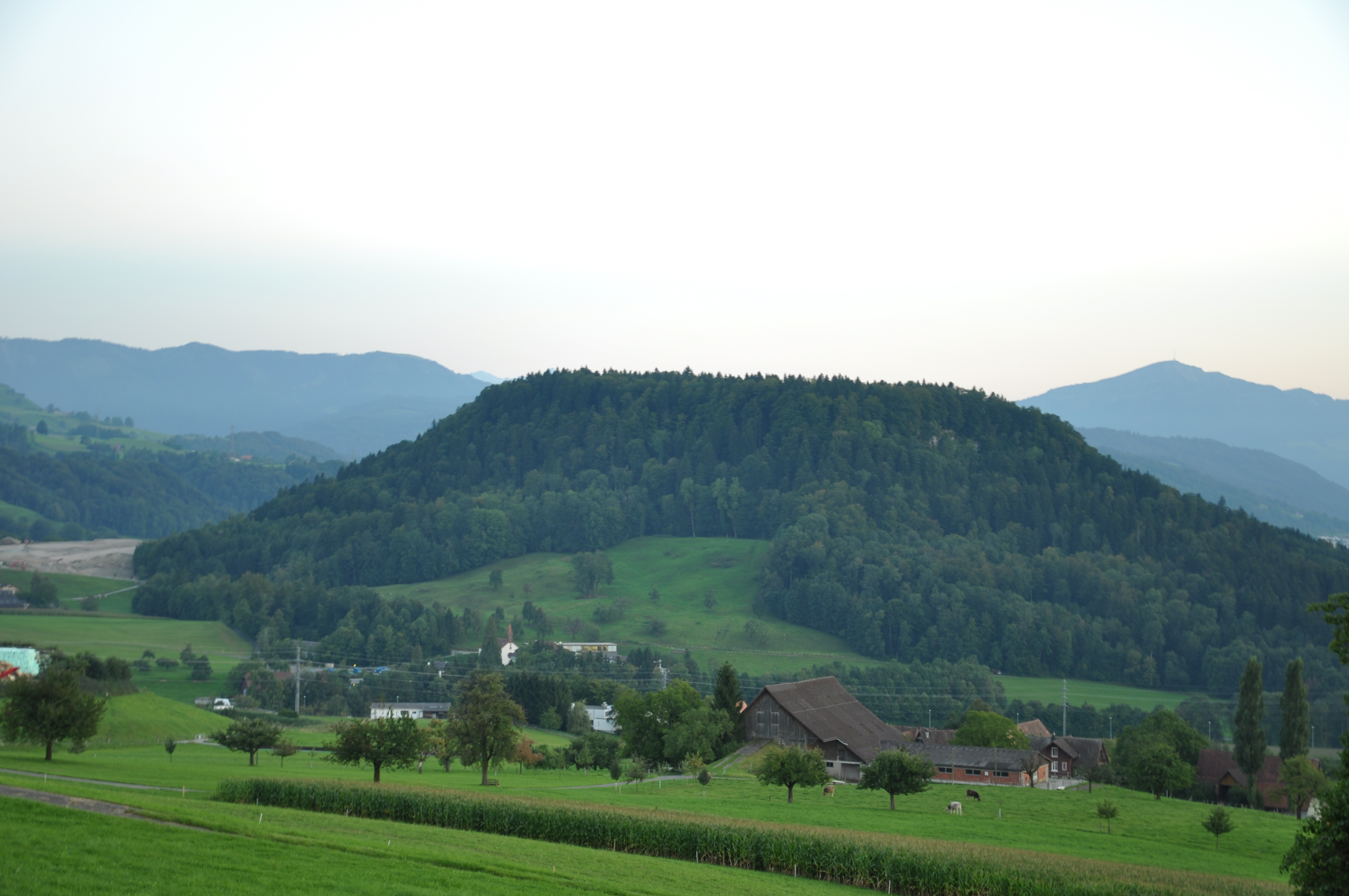
Baarburg

Die Baarburg ist ein freistehender, sehr dicht bewaldeter Hügel in der Gemeinde Baar, östlich von der gleichnamigen Hauptortschaft in der Schweiz. Das etwa 13 Hektar grosse Gipfelplateau liegt auf 683 Meter über Meer.

## Name
Der Name Baarburg wird im Jahre 1348 als „Barreburg“ erstmals urkundlich erwähnt und geht auf das keltische Wort barros zurück, was so viel wie Spitze, Anhöhe oder Berg bedeutet. Das sprechende Gemeindewappen von Baar bildet unter anderem die „Baarburg“ ab.

## Archäologische Funde
In den Jahren 1994–1999 wurde die Baarburg nach früheren Siedlungen untersucht. Funde deuten auf insgesamt sieben verschiedene Siedlungen, die es dort in einem Zeitraum von der Mittelbronzezeit (ab 1550 v. Chr.) bis ins frühe Mittelalter (um 700 n. Chr.) gegeben haben soll. Unter anderem konnten Keramikscherben, organische Reste, Feuerspuren und Geräte nachgewiesen werden.

## Flora und Fauna

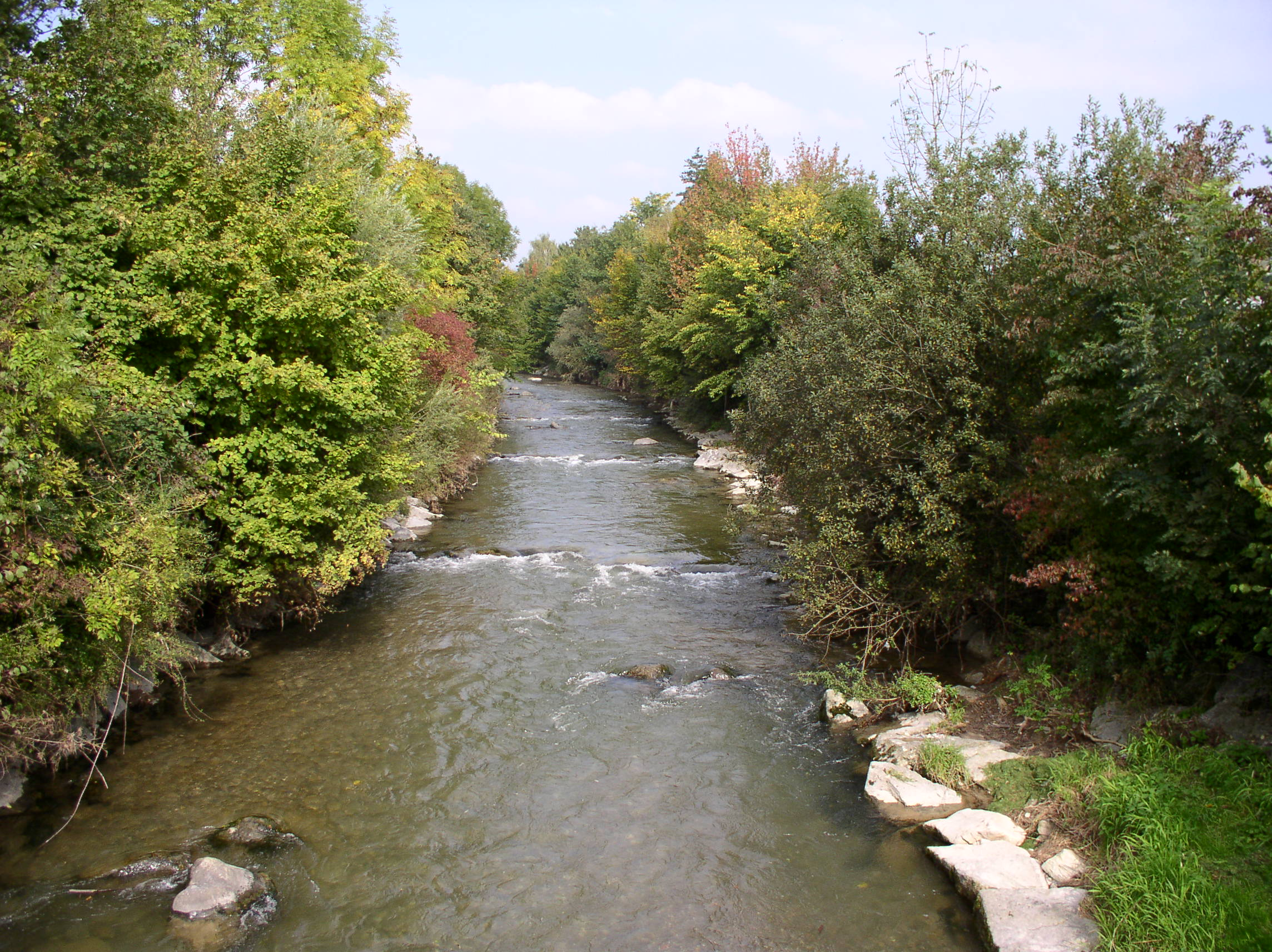
Lorze im Kanton Zug

Die Baarburg ist ein Mischwald, die dort beheimatete Tierwelt umfasst unter anderem Rehe, Hasen, Eichhörnchen, Füchse, Frösche und viele Vogelarten. Auch der Dachs siedelt sich wieder in seiner alten Heimat an.
Des Weiteren fliesst die Lorze von Unterägeri in Richtung Baar neben der Baarburg durch. An der Lorze liegen auch die bekannten Höllgrotten.

## Kehrichtdeponie
Zwischen 1964 und 1981 betrieb man gleich hinter dem Baarburg-Hügel, am Baarburgrank (auch „Güselrank“ genannt) der Neuheimerstrasse, die kantonale Kehrichtdeponie Baarburg. Während dieser Zeit wurden dort rund 2 Millionen m3 Kehricht der Zuger und nahen Zürcher Gemeinden abgelagert.
Deponiesickwasser und Gase bereiten immer wieder grosse Probleme und gefährden unter anderem den Trinkwasserstollen der Wasserversorgung Zürich, welcher unter dem Deponieareal verläuft. 2002 wurde ein Gesamtkonzept für eine umfassende Sanierung erarbeitet. Momentan (Sommer 2007) sind umfangreiche Erkundungsarbeiten im Gange.